# Бартлифф, Чарльз
Чарльз Альберт Бартлифф (англ. Charles Albert Bartliff; 18 августа 1886, Мемфис, Теннесси — 15 марта 1962, Медина, Огайо) — американский футболист, серебряный призёр летних Олимпийских игр 1904.
На Играх 1904 в Сент-Луисе Бартлифф выступал за первую сборную США. Они проиграли матч Канаде, сыграли вничью, а затем выиграли встречу с другой американской командой и заняли в итоге второе место, получив серебряные медали.